# Breakaway
Breakaway (englisch für Ausbrechen) ist das zweite Studioalbum der US-amerikanischen Sängerin Kelly Clarkson. Es erschien 2004.

## Entstehung und Veröffentlichung
Die Erstveröffentlichung von Breakaway erfolgte am 30. November 2004 bei RCA Records. Das Album erschien in seiner Originalausführung als CD mit zwölf Titeln (Katalognummer: 2876 64491-2 9). Zeitgleich erschien eine Deluxeversion mit zwei Bonustitel. Am 21. Dezember 2005 erschien eine weitere Deluxe-Ausführung in Japan mit fünf weiteren Bonustiteln sowie einem Videoalbum (Katalognummer: BVCP 28053).
Die Lieder entstanden unter Mitwirkung von verschiedenen Autoren und Produzenten. Clarkson selbst schrieb an sechs Liedern der Standversion mit. Musikalisch bewegte sich Clarkson nach der Trennung von den Produzenten der Fernsehsendung American Idol weg von ihrem R’n’B-lastigen Debüt in Richtung Pop-Rock.

## Titelliste

### Internationale Version
1. Breakaway – 3:56
2. Since U Been Gone – 3:09
3. Behind These Hazel Eyes – 3:18
4. Because of You – 3:39
5. Gone – 3:25
6. Addicted – 3:57
7. Where Is Your Heart – 4:37
8. Walk Away – 3:08
9. You Found Me – 3:40
10. I Hate Myself for Losing You – 3:20
11. Hear Me – 3:53
12. Beautiful Disaster (Live) – 4:31

### Spezialversionen
In Japan wurde eine Version mit den Live Versionen von Since U Been Gone und Miss Independent veröffentlicht.
Außerdem gibt es in Australien eine Special Edition von Breakaway, die eine zusätzliche Bonus Disk zu der internationalen Version mit folgender Tracklist enthält (Bonus-CD):
1. Since U Been Gone (Jason Nevins Club Mix)
2. Behind These Hazel Eyes (Joe Bermudez & Josh Harris Top 40 Radio Remix)
3. Breakaway (Napster Live)
4. Because of You (Live at Rollingstone.com)
5. Miss Independent (AOL Live)
6. Hear Me (AOL Live)
7. Since U Been Gone (Music Video)
8. Behind These Hazel Eyes (Music Video)
9. Because of You (Music Video)

### Informationen zu einzelnen Liedern

#### Since U Been Gone
Das Lied ist der erste Hit von Kelly Clarkson gewesen und schaffte es in Deutschland bis auf Platz 6. Das Lied handelt von einer gescheiterten Beziehung. Die Songwriter sind Max Martin und Lukasz Gottwald. In den USA hielt sich das Lied zwanzig Wochen in den Top 10.

#### Behind These Hazel Eyes
Behind These Hazel Eyes ist eines von 6 Liedern, an denen Kelly Clarkson mitgeschrieben hat. Mit dem Lied hielt sie sich in den USA 5 Wochen in den Top 20. Das Lied hielt sich 33 Tage auf der 1 der TRL Charts, was vor ihr keine Sängerin schaffte.

#### Because of You
Mit dem Lied verarbeitet Clarkson die Scheidung ihrer Eltern. Sie schrieb das Lied mit sechzehn. Die Melodie steuerte Ben Moody, Leadgitarrist der Band We Are the Fallen sowie ehemals bei Evanescence, bei. Bis heute ist Because of You Kelly Clarksons erfolgreichste Single in Deutschland. Clarkson erreichte mit Because of You zum ersten Mal Platz 1 der deutschen Radiocharts. Nicht zuletzt dank der Auftritte bei Wetten, dass..?, Top of the Pops, sowie bei den Echos konnte Clarkson eines der erfolgreichsten Lieder 2006 landen.
Der Text wirkt traurig, aufgrund der Verben und Adjektive, die für den Text verwendet wurden. So kommen im Text des Liedes Wörter, wie sterben, ängstlich und weinen vor. Im Lied geht es auch um Schmerz, der von Clarkson folgendermaßen beschrieben wird:

“I can not cry. … Because of you I learned to play on the safe side so I don’t get hurt.”

„Ich kann nicht weinen. … Deinetwegen habe ich gelernt auf der sicheren Seite zu sein, um nicht verletzt zu werden.“

Clarkson singt auch, dass sie noch sehr jung gewesen sei. In Because of You wird auch von Vertrauen berichtet, so singt Clarkson:

“I find it hard to trust not only me but everyone around me.”

„Ich finde es nicht nur schwer mir zu vertrauen, sondern auch jedem um mich.“

Das Video wurde in Los Angeles von Vadim Perelman gedreht. Im Video streitet sich Kelly Clarkson, die in dieser Spielszene verheiratet ist und ein Kind hat, mit ihrem Mann. Plötzlich bleibt die Welt stehen und sie macht eine Zeitreise in ihre Kindheit. Sie erinnert sich, wie hart für sie die Zeit war als ihre Eltern sich scheiden ließen. Clarkson begleitet in dem Video ihr jüngeres Ich. Zum Schluss kehrt sie zurück in die Gegenwart und verträgt sich mit ihrem Mann.

#### Breakaway
Das Lied schrieb unter anderem Avril Lavigne. Breakaway war am 20. Juli 2004 die erste Single, die in den USA vom gleichnamigen Album Breakaway erschien. In Deutschland war das Lied die vierte Single. Es gibt zwei Videos zur Single. Das für Europa, welches ein Konzert von Clarkson auf ihrer Welttournee in Großbritannien zeigt, und jenes Video für die USA, welches Szenen aus dem Kinofilm Plötzlich Prinzessin 2 enthält. Der Grund für die Szenen im US-Video ist, dass Breakaway in den USA der Soundtrack für den Film war. Mit Breakaway konnte Clarkson ein zweites Mal die Nummer 1 der deutschen Airplays erreichen.

#### Walk Away
Walk Away ist die fünfte und letzte Single, die aus dem Album Breakaway, erscheint. In Deutschland feierte das Video am 3. November die Deutschlandpremiere auf VIVA. Walk Away wurde bereits im Frühjahr 2006 international veröffentlicht, konnte jedoch nicht an den Erfolgen der vorausgegangenen Singles mithalten, weshalb viele eine Veröffentlichung in Deutschland ausschlossen.

#### Addicted
Viele gingen davon aus, dass Addicted veröffentlicht wird, was nicht der Fall war. Der Grund für die Annahme, dass das Lied veröffentlicht wird, war die gleichnamige Tour in den USA, die im Sommer 2006 stattfand. Angeblich sei das Lied der Plattenfirma zu ähnlich den Singles Behind These Hazel Eyes und Because of You gewesen sein.

## Singleauskopplungen
| Jahr | Titel                   | Höchstplatzierung, Gesamtwochen, AuszeichnungChartplatzierungen (Jahr, Titel, , Platzierungen, Wochen, Auszeichnungen, Anmerkungen) | Höchstplatzierung, Gesamtwochen, AuszeichnungChartplatzierungen (Jahr, Titel, , Platzierungen, Wochen, Auszeichnungen, Anmerkungen) | Höchstplatzierung, Gesamtwochen, AuszeichnungChartplatzierungen (Jahr, Titel, , Platzierungen, Wochen, Auszeichnungen, Anmerkungen) | Höchstplatzierung, Gesamtwochen, AuszeichnungChartplatzierungen (Jahr, Titel, , Platzierungen, Wochen, Auszeichnungen, Anmerkungen) | Höchstplatzierung, Gesamtwochen, AuszeichnungChartplatzierungen (Jahr, Titel, , Platzierungen, Wochen, Auszeichnungen, Anmerkungen) | Anmerkungen                                                 |
| Jahr | Titel                   | DE | AT | CH | UK | US | Anmerkungen                                                 |
| ---- | ----------------------- | --- | --- | --- | --- | --- | ----------------------------------------------------------- |
| 2004 | Breakaway               | DE13 (16 Wo.)DE | AT8 (20 Wo.)AT | CH14 (22 Wo.)CH | UK22 Gold · (10 Wo.)UK | US6 Gold · (46 Wo.)US | Erstveröffentlichung: 20. Juli 2004 Verkäufe: + 2.573.000   |
| 2004 | Since U Been Gone       | DE6 Gold · (19 Wo.)DE | AT3 (19 Wo.)AT | CH7 (21 Wo.)CH | UK5 ×2Doppelplatin · (41 Wo.)UK | US2 Gold (Mastertone) + Platin · (46 Wo.)US                                                                                         | Erstveröffentlichung: 14. Dezember 2004 Verkäufe: 4.478.000 |
| 2005 | Behind These Hazel Eyes | DE16 (19 Wo.)DE | AT9 (20 Wo.)AT | CH20 (26 Wo.)CH | UK9 Silber · (17 Wo.)UK | US6 Platin · (34 Wo.)US | Erstveröffentlichung: 1. März 2005 Verkäufe: + 1.864.000    |
| 2005 | Because of You          | DE4 Gold · (27 Wo.)DE | AT3 (29 Wo.)AT | CH1 (69 Wo.)CH | UK7 ×2Doppelplatin · (38 Wo.)UK | US7 Gold (Mastertone) + Platin · (37 Wo.)US                                                                                         | Erstveröffentlichung: 28. August 2005 Verkäufe: + 4.656.302 |
| 2006 | Walk Away               | DE30 (16 Wo.)DE | AT29 (20 Wo.)AT | CH58 (11 Wo.)CH | UK21 (11 Wo.)UK | US12 Gold · (29 Wo.)US | Erstveröffentlichung: 17. Januar 2006 Verkäufe: + 1.316.000 |

## Tourneen
Vier Touren wurden bereits zum Album Breakaway von Kelly Clarkson unternommen.
- Breakaway Tour (USA) 2005
- Hazel Eyes Tour (USA) 2005
- Hazel Eyes World Tour/Breakaway World Tour (Australien und Europa) 2005/2006
- The Addicted Summer Tour (USA) (Open Air Tour) 2006

## Rezeption
Das Album wurde bei den Grammy Awards 2006 in der Kategorie „Bestes Gesangsalbum – Pop“ („Best Pop Vocal Album“) ausgezeichnet.

## Kommerzieller Erfolg

### Chartplatzierungen
In Deutschland erschien Breakaway erst im August 2005, aufgrund des nicht so großen Erfolges des Vorgängeralbums Thankful, welches die Top 100 der deutschen Albumcharts verfehlte. Das Album stieg direkt in die Top 20, aufgrund des Erfolges der Vorab-Single Since U Been Gone, welche der erste Hit von Clarkson in Deutschland darstellt. Nach der Veröffentlichung der dritten Single Because of You und dem Auftritt in der TV-Show Wetten, dass..? stieg das Album bis in die Top 5 der deutschen Album-Charts.
In den USA hielt sich das Album über ein Jahr in den Top 20.
Album
| ChartsChartplatzierungen       | Höchstplatzierung | Wochen |
| ------------------------------ | ----------------- | ------ |
| Deutschland (GfK)              | 4 (89 Wo.)        | 89     |
| Österreich (Ö3)                | 3 (68 Wo.)        | 68     |
| Schweiz (IFPI)                 | 2 (69 Wo.)        | 69     |
| Vereinigte Staaten (Billboard) | 3 (104 Wo.)       | 104    |
| Vereinigtes Königreich (OCC)   | 3 (67 Wo.)        | 67     |

| ChartsJahrescharts (2005)      | Platzierung |
| ------------------------------ | ----------- |
| Deutschland (GfK)              | 97          |
| Vereinigte Staaten (Billboard) | 5           |
| Vereinigtes Königreich (OCC)   | 8           |

| ChartsJahrescharts (2006)      | Platzierung |
| ------------------------------ | ----------- |
| Deutschland (GfK)              | 10          |
| Österreich (Ö3)                | 22          |
| Schweiz (IFPI)                 | 19          |
| Vereinigte Staaten (Billboard) | 10          |
| Vereinigtes Königreich (OCC)   | 30          |

### Auszeichnungen für Musikverkäufe
Breakaway verkaufte sich laut Quellen weltweit mehr als 15 Millionen Mal. Davon sind 10,1 Millionen durch Schallplattenauszeichnungen belegt.
| Land/Region                  | Auszeichnungen für Musikverkäufe (Land/Region, Auszeichnung, Verkäufe) | Verkäufe    |
| ---------------------------- | ---------------------------------------------------------------------- | ----------- |
| Australien (ARIA)            | 7× Platin                                                              | 490.000     |
| Belgien (BRMA)               | Platin                                                                 | 50.000      |
| Brasilien (PMB)              | Gold                                                                   | 50.000      |
| Dänemark (IFPI)              | 3× Platin                                                              | 60.000      |
| Deutschland (BVMI)           | 2× Platin                                                              | 400.000     |
| Europa (IFPI)                | 2× Platin                                                              | (2.000.000) |
| Finnland (IFPI)              | —                                                                      | 10.309      |
| Frankreich (SNEP)            | Silber                                                                 | 75.000      |
| Indonesien (ASIRI)           | Platin                                                                 | 50.000      |
| Irland (IRMA)                | 7× Platin                                                              | 105.000     |
| Kanada (MC)                  | 5× Platin                                                              | 500.000     |
| Mexiko (AMPROFON)            | Gold                                                                   | 50.000      |
| Neuseeland (RMNZ)            | 4× Platin                                                              | 60.000      |
| Niederlande (NVPI)           | Gold                                                                   | 35.000      |
| Norwegen (IFPI)              | 2× Platin                                                              | 60.000      |
| Österreich (IFPI)            | Gold                                                                   | 15.000      |
| Portugal (AFP)               | Gold                                                                   | 10.000      |
| Schweden (IFPI)              | Platin                                                                 | 60.000      |
| Schweiz (IFPI)               | Platin                                                                 | 30.000      |
| Singapur (RIAS)              | Platin                                                                 | 15.000      |
| Südafrika (RISA)             | 2× Platin                                                              | 80.000      |
| Ungarn (MAHASZ)              | Gold                                                                   | 5.000       |
| Vereinigte Staaten (RIAA)    | 6× Platin                                                              | 6.355.000   |
| Vereinigtes Königreich (BPI) | 5× Platin                                                              | 1.590.000   |
| Insgesamt                    | 1× Silber · 6× Gold · 50× Platin ·                                     | 10.155.309  |

Hauptartikel: Kelly Clarkson/Auszeichnungen für Musikverkäufe